# Tzitzikamaia silvicola
Tzitzikamaia silvicola är en insektsart som beskrevs av Rauno E. Linnavuori 1961. Tzitzikamaia silvicola ingår i släktet Tzitzikamaia och familjen dvärgstritar. Inga underarter finns listade i Catalogue of Life.